# Livio Berrutti
Livio Berruti (* 19. května 1939 Turín) je bývalý italský atlet, sprinter, olympijský vítěz v běhu na 200 metrů z roku 1960.
Třikrát startoval na olympijských hrách. Největšího úspěchu dosáhl při své olympijské premiéře v roce 1960 v Římě. Zde nejdříve v semifinále neočekávaně vyrovnal tehdejší světový rekord časem 20,5 sekundy a následně zvítězil stejným časem ve finále. Na stejné olympiádě získal s italským týmem 4. místo v závodu na 4×100 metrů.
Na následující letní olympiádě v Tokiu v roce 1964 skončil ve finále běhu na 100 metrů pátý a v běhu na 4×100 metrů byla italská štafeta sedmá. Stejné místo obsadilo italské kvarteto ve finále na 4×100 metrů na olympiádě v Mexiku v roce 1968, Berruti zde na trati 200 metrů skončil ve čtvrtfinále.
Úspěchu dosáhl také na první světové letní univerziádě v Turíně v roce 1959, kde vybojoval tři zlaté medaile (100 m, 200 m, štafeta 4×100 m). O čtyři roky později na univerziádě v brazilském Porto Alegre vybojoval dvě bronzové medaile v bězích na 100 a 200 metrů. Zúčastnil se také univerziády v Tokiu v roce 1967, kde získal zlato ve štafetě na 4×100 metrů.